# 20364 Zdeněkmiler
20364 Zdeněkmiler là một tiểu hành tinh vành đai chính với chu kỳ quỹ đạo là 1833.0871311 ngày (5.02 năm).
Nó được phát hiện ngày 20 tháng 5 năm 1998.